# スプリウス・ポストゥミウス・アルビヌス
スプリウス・ ポストゥミウス・アルビヌス（ラテン語: Spurius Postumius Albinus、生没年不詳）は紀元前4世紀の共和政ローマの政治家・軍人。紀元前334年と紀元前321年に執政官（コンスル）を務めた。

## 出自
パトリキであるポストゥミウス氏族の ポストゥミウス・アルビヌス家の出身。ポストゥミウス・アルビヌス家は多数の執政官を輩出しているが、他の人物との血縁関係は不明である。

## 経歴

### 最初の執政官（紀元前334年）
紀元前334年、アルビヌスは執政官に就任。同僚執政官はプレブス（平民）出身のティトゥス・ウェトゥリウス・カルウィヌスであった。シディキニ族（en）との戦争は3年目に入り、両執政官は直ちにシディニキ領土に侵攻した。しかし、シディニキは多数の兵士を組織し、さらにサムニウムが同盟したとの報告が届いたため、元老院はプブリウス・コルネリウス・ルフィヌスを独裁官（ディクタトル）に任命した。

### 監察官および騎兵長官
紀元前332年、ポストゥミウスは監察官（ケンソル）に就任。同僚のクィントゥス・プブリリウス・ピロとともに、ラティウム戦争の結果新たにローマに属することとなった「市民」を管理するために、新たな2つのトリブス（行政区）を設立している。
紀元前327年にマルクス・クラウディウス・マルケッルスがケントゥリア民会と執政官選挙のために独裁官に任命された際には、マギステル・エクィトゥム（騎兵長官、この場合は副選挙管理人）に指名されている。

### 二度目の執政官（紀元前321年）
紀元前321年、第二次サムニウム戦争の最中に、アルビヌスは二度目の執政官に就任した。同僚執政官は前回と同じくティトゥス・ウェトゥリウス・カルウィヌスであった。サムニウムが同盟市であるルケリア（現在のルチェーラ）が包囲されたとの報告を受け、両執政官はその救援に赴いた。しかしながら、アドリア海沿いの道路を通らず、ローマ軍は最短路であるくアペニン山脈中のカウディウムの峡谷を通る道を選んだ。山間に入った時点で、ローマ軍はサムニウム軍の罠にかかったことを悟った。脱出を試みようとしたが成功せず、両執政官は降伏し、講和を求めることを決定した。降伏条件として、サムニウムは全ローマ兵に対して象徴であるくびき（槍三本を組んで即席のくびきが作られた）の下を一人ひとり屈んでくぐらされ、騎兵600（エクィテス）が人質とされた。これは後に「カウディウムの屈辱」と呼ばれ、第二次サムニウム戦争での最大の敗北であった。ローマに戻った両執政官は自宅に軟禁され、何の執務も行わなかった。元老院が要求した唯一の公務は、翌年の執政官選挙のための独裁官を任命することであった。
新しい執政官が選出された後、アルビヌスは彼らがこのような講和を締結する権限が無かったとして、自身を含みサムニウムとの講和に同意した人々を人質としてサムニウムに送るように求めた。元老院は執政官とそのトリブヌス・ミリトゥム（高級士官）をサムニウムに引渡すことを認め、他方講和締結は違法であるとし、これを批准しなかった。しかしながら、サムニウムはこれを偽装と考え、彼らを受け取らなかった。結果両執政官はローマに戻り、彼らが誓った約束から解放された。

## 参考資料
- ティトゥス・リウィウス『ローマ建国史』